# 张秋禹
张秋禹，西北工业大学应用化学研究所所长、教授，主要从事等方面的研究工作。担任中国化学会会员，《高分子材料》、《化学工程》、《粘接》等期刊编委，入选中华人民共和国教育部2008年度"长江学者"特聘教授。